# 송인명 (1923년)
송인명(宋寅明, 1923년 1월 18일 ~ 2012년 9월 5일)은 대한민국의 군인이다.

## 생애
광복 이후 미 군정시기인 1946년 2월 조선해안경비대에 입대하여 소위로 임관했고 그 후 해병대 창설 멤버가 되었다. 한국전쟁 시기엔 해병대 목포경비사령부 부참모장을 역임했으며 휴전 후엔 해병대 묵호기지사령부 참모장, 해병대 제1연대장, 해병대 진해교육기지사령부 부사령관을 역임하다 1963년 1월 15일 해병대 준장으로 예편했다.
예편 직후부터 정치계에 투신하여 같은해 2월, 민주당 창당준비대회대표로 위촉됐다가 공화당에 입당하여 공화당 경북 영덕·청송 지구당 위원장에 임명되었다. 그러나 공화당을 탈당한 후 10월에 일어난 대학생 반혁명음모 사건에 연루되어 이듬해인 1964년 국가보안법 위반으로 징역 2년 6개월을 선고받고 예비역 이등병으로 강등된다.
1980년에 신민당에 입당했지만 같은 해 당내 갈등을 겪으며 신민당 탈당을 하였고 민주화가 된 1988년 6월엔 정치적 문제로 강등됐던 장성들과 함께 계급이 복권되어 다시 예비역 준장이 되었다. 민한당에 입당하였지만 결국 당내에서 자신의 사정이 여의치 않아 민한당 탈당을 하였으며 민정당 입당하여 민정당에 공천 신청을 했다 탈락하자 민정당 탈당하고 미국으로 이민, 미국 동부지역 한인회에서 활동하였으며, 2012년 9월 5일 미국 뉴욕에서 사망하였다.

## 학력
- 1951년 국민대학교 행정학과 학사
- 1953년 대한민국 육군보병학교 졸업
- 1955년 미국 미주리 종합군사학원 졸업
- 1957년 대한민국 국방대학교 행정학사

## 논란 관련 사태

### 김대중 병역 논란 당시 증언
1997년엔 대선을 앞두고 군 복무 시비에 휘말린 김대중 후보의 목포해상방위대 복무 사실을 증언했으나, 일각에서는 송인명의 증언은 공식문서가 아니라고 하며 김대중은 해군에 공식 복무한 사실이 없다고 주장한다.

## 같이 보기
- 전남지구 해상방위대
- 김대중